# Sengoku 3
Sengoku 3 (Sengoku Legends 2001 no Japão) é um jogo de luta de Video game do estilo beat 'em up, lançada pela SNK, com associação a Noise Factory, para Neo-Geo em 2001.

## História
Seguindo uma profecia, forças demoníacas tentam invadir o mundo e mergulhá-lo no caos. É responsabilidade de quatro ninjas impedir que a profecia se cumpra, antes que seja tarde.

## Personagens
Ao todo, são 6 personagens jogáveis, sendo dois deles não-selecionáveis na primeira vez que o jogo é jogado.

### Kagetsura
| Kegatsura | Kegatsura |
| --------- | --------- |
| Idade     | 23 anos   |
| Altura    | 1.74m     |
| Peso      | 78 kg     |

Personagem principal do jogo. Como em todo jogo de beat 'em up, ele é bem balanceado, sendo um pouco mais forte e lento do que geralmente. Tem aparência clichê, usa uma espada de ninja como arma e um tapa-olho (sendo este o ponto "cicatriz" encontado em muitos personagens principais, seja de Video games ou não). Seus golpes especiais são:
- Com um golpe de espada, Kegatsura lança uma faixa de energia elétrica sobre o oponente, cortando-o e eletroputando-o (semelhante a um especial de Haohmaru em CvS 2).
- Kegatsura cria um campo de energia ao redor de si e parte para cima do adversário num pulo.
- Seu super-especial é o uso de uma magia de choque.

### Falcon
| Falcon | Falcon  |
| ------ | ------- |
| Idade  | 20 anos |
| Altura | 1.78m   |
| Peso   | 75 kg   |

O personagem estiloso do jogo. Feito por seus designers "uma máquina de combos", tem origem espanhola, é loiro e usa uma armadura de ninja azul. Seus golpes especiais são:
- Falcon dá um impulso contra o adversário e se o ataque for sucessivo, ele executa uma sequência de golpes que finaliza com um poderoso golpe flamejante de espada.

- Um projétil de fogo que tem a forma de fênix.

- Seu super-especial é o uso de uma magia de fogo.

### Kurenai
| Kurenai | Kurenai |
| ------- | ------- |
| Idade   | 18 anos |
| Altura  | 1.60m   |
| Peso    | 48 kg   |

A garota, a mais rápida de todos os personagens. Tem cabelos e roupas roxas e usa duas espadas pequenas. Seus especiais são:
- Kurenai cria um tornado usando sua espada, causando dano a tudo que estiver perto.
- Seu segundo especial consiste de ela dividir-se em 4 clones e correndo em várias direções, acertando tudo que estiver no caminho dos clones.
- Seu super-especial é a invocação de várias folhas kaede que causam dano a tudo na tela.

### Kongoh
| Kongoh | Kongoh  |
| ------ | ------- |
| Idade  | 29 anos |
| Altura | 1.90m   |
| Peso   | 110 kg  |

O personagem lento, forte demais e grande. Lutando com um grande bastão de ferro, é careca e muito musculoso. Seus especiais são:
- Kongoh executa um golpe que causa tontura ao oponente e finaliza com um agarrão, jogando-os para longe.
- Seu segundo especial é um simples (mas forte) golpe com seu bastão de ferro.
- Seu super-especial é a invocação de uma chuva de bastões de ferro cadentes.

### Byakki
| Byakki | Byakki       |
| ------ | ------------ |
| Idade  | Desconhecido |
| Altura | Desconhecido |
| Peso   | Desconhecido |

Um dos chefes do jogo que junta-se ao time do jogador após certa missão (sendo não selecionável quando o jogo é jogado pela primeira vez). É um mago que invoca um demônio (semelhante a Eddie, de Guilty Gear) em quase todos os seus ataques. Tem aparência sombria, cabelos cinzas e roupas verdes. Seus especiais são:
- Ele invoca somente a mão de seu demônio fazendo com que saia do chão e acerte tudo que estiver por perto, várias vezes.
- Byakki invoca o demônio inteiro, fazendo-o acertar tudo que estiver a sua frente.
- Seu super-especial é a invocação de tal demônio que, por sua vez, causa uma chuva de meteoros que atinge toda a tela.

### Okuni
| Okuni  | Okuni        |
| ------ | ------------ |
| Idade  | Desconhecido |
| Altura | Desconhecido |
| Peso   | Desconhecido |

Como Byakki, é uma personagem que junta-se ao time do jogador após certa missão. Ela é uma sorceress ruiva, luta com um leque. A maioria de seus golpes são de grande alcance, sendo sua variedade de execução de combos pequena. Seus especiais são:
- Um simples projétil de rajada de vento.
- Okuni usa seu leque e executa um ataque elétrico contra o oponente.
- Seu super-especial é um tornado de pétalas de flores.

## Jogabilidade
Sengoku 3 rompe com os episódios anteriores da série, ao remover a habilidade de o personagem transformar-se em animais lendários e ao introduzir um sistema de combos.
Conta com o uso de um joystick de 8 direções e 4 botões (ataque com a arma, ataque sem arma, pulo e uso de acessórios — jogar uma kunai, por exemplo).

## Gráficos
Já que o jogo foi desenvolvido majoritariamente pela Noise Factory, é inevitável perceber a semelhança entre os gráficos de Sengoku 3 com os dos jogos "Rage of the Dragons" e "Power Instinct Matrimelee", outros jogos de luta desenvolvidos pela mesma empresa.

## Recepção
Como qualquer jogo, Sengoku 3 teve seus prós e revéses. Pontos bons foram, por exemplo, sprites grandes, sistema de combos interessante, boa música e sons realísticos. Por outro lado, um sistema de armas não foi implantado, o jogador não pode trocar de personagem durante o jogo e os power-ups não satisfizeram o suficiente. Contudo, o jogo tem um grande controle somado de uma jogabilidade suave.